# Kanton Hyères
Hyères is een kanton van het Franse departement Var. Het kanton maakt deel uit van het arrondissementen Toulon. Het telt 47.254 inwoners in 2018.
Het kanton werd gevormd ingevolge het decreet van 27 februari 2014 met uitwerking op 22 maart 2015.

## Gemeenten
Het kanton omvat enkel de  gemeente Hyères, zonder het noordelijk deel dat deel uitmaakt van het kanton La Crau.